# 飯嶋義一
飯嶋 義一（いいじま よしかず、1963年 - ）は、日本の建築家。松田平田設計所属。神奈川県生まれ。

## 来歴
1986年 日本大学理工学部建築学科卒業、同年、松田平田坂本設計事務所（現松田平田設計）入社。2008年 ～ 2015年、第五建築設計部長。2015年からプロジェクト推進部長。

## 受賞
茨城県庁舎で2000年 建築業協会BCS賞、2000年 茨城建築文化賞特別賞。石橋迎賓館で2017年 第26回BELCA賞ロングライフ部門、2018年 日本建築学会『作品選集2018』。石橋財団アートリサーチセンターで2018年 第44回東京建築賞一般一類部門優秀賞。